# Bad Blankenburg
Bad Blankenburg, ciudad de Turingia perteneciente a la comunidad de Saalfeld-Rudolstadt. Se denomina a ella misma "La ciudad de la lavanda"

## Historia
La ciudad se menciona por primera vez en 1267 y tiene los derechos de ciudad al menos desde 1323. El 19 de julio de 1992 se incorporaron Böhlscheiben y Zeigerheim como nuevos barrios. El 23 de marzo de 1993 seguían Gölitz y Oberwirbach y el 8 de marzo de 1994 Cordobang. Los lugares de interés más importantes con museos en un mapa de OpenStreetMap en Bad Blankenburg.

## Datos básicos
- Superficie: 35,56 km².
- Código postal: 07422
- Prefijo telefónico: (+49) (0)36741
- Matrícula e coche: SLF

## Coordenadas
- Latitud: 50°40′ 60 N;
- Longitud: 11°16′0″ E
- Altitud: 220 m sobre el nivel del mar

## Municipios limítrofes
Bechstedt, Rottenbach, Rudolstadt, Saalfelder Höhe y Schwarzburg

## Barrios
Böhlscheiben, Cordobang (110 habitantes; 410 m sobre el nivel del mar), Fröbitz (82 habitantes; 380 m sobre el nivel del mar), Großgölitz, Kleingölitz, Oberwirbach, Watzdorf y Zeigerheim (mencionado por primera vez en 1363)

## Demografía
La demografía demuestra que Bad Blankenburg - como la mayor parte del este de Alemania - tiene que luchar en los últimos años contra la creciente despoblación:
- 1834: 1.256 habitantes
- 1933: 4.557 habitantes
- 1939: 10.126 habitantes
- 1960: 10.126 habitantes
- 1994: 8.323 habitantes
- 1995: 8.197 habitantes
- 1996: 8.136 habitantes
- 1997: 8.076 habitantes
- 1998: 8.037 habitantes
- 1999: 7.963 habitantes
- 2000: 7.909 habitantes
- 2001: 7.764 habitantes
- 2002: 7.688 habitantes
- 2003: 7.656 habitantes
- 2004: 7.613 habitantes
- 2005: 7.498 habitantes
- 2006: 7.363 habitantes
- 2007: 7.281 habitantes
- 2008: 7.235 habitantes

## Cultura y lugares de interés
Uno de los atractivos de Bad Blankenburg es el castillo Burg Greifenstein. Además se puede visitar la casa de Friedrich Fröbel quien fundó en Blankenburg la primera guardería según sus principios pedagógicos.
En Bad Blankenburg se celebra anualmente la "fiesta de la lavanda".